# St. Brigitta (Sasbach)

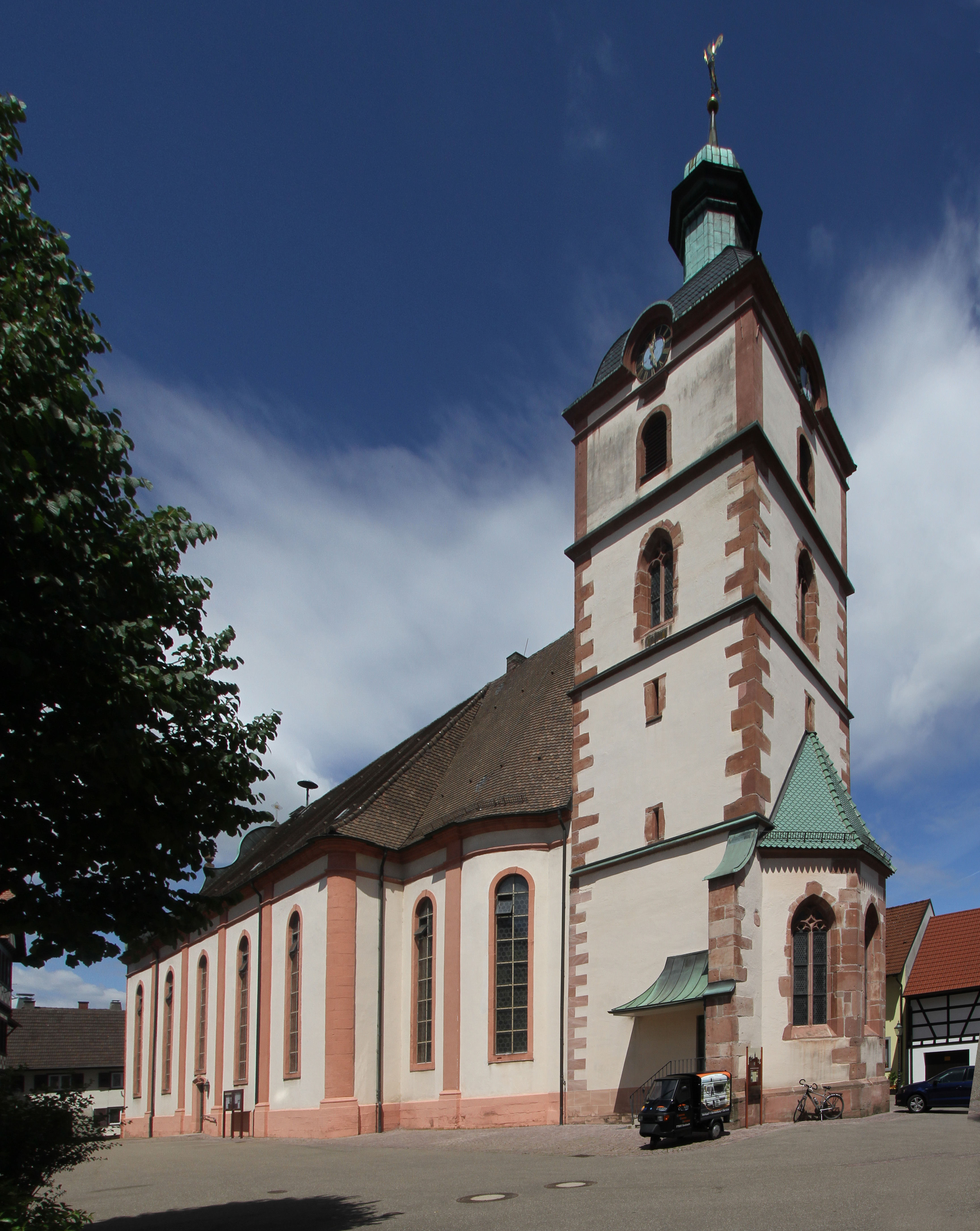
St. Brigitta in Sasbach

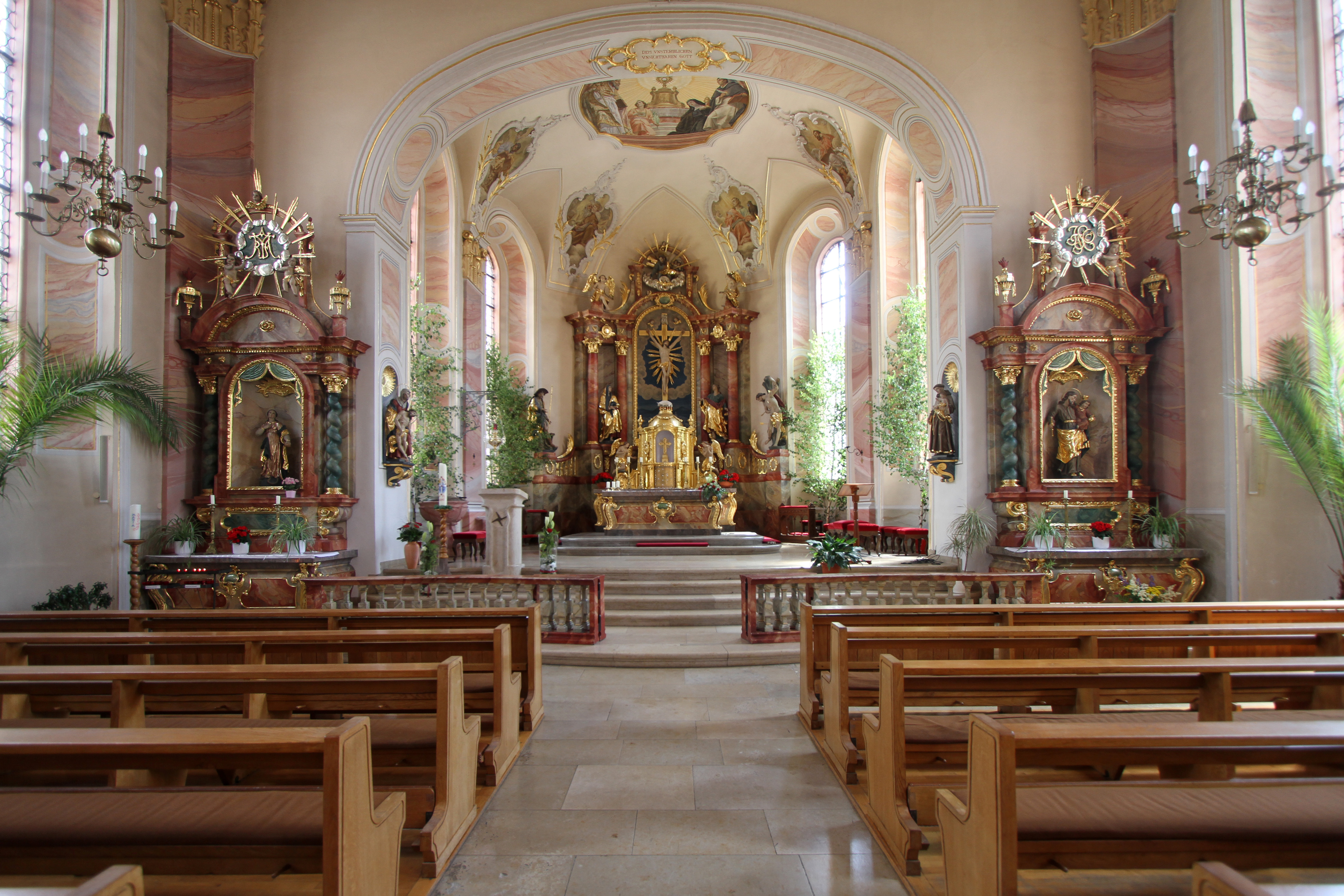
Innenansicht

Die römisch-katholische Pfarrkirche St. Brigitta steht in Sasbach, einer Gemeinde im Ortenaukreis in Baden-Württemberg. Die Pfarrei gehört zum Erzbistum Freiburg. Das Bauwerk ist beim Landesamt für Denkmalpflege Baden-Württemberg als Baudenkmal eingetragen.

## Beschreibung
Die Saalkirche wurde 1776 erbaut. Sie besteht aus einem Langhaus und einem eingezogenen älteren Chorturm im Osten, der mit einer Glockenhaube bedeckt ist, die von einer Laterne bekrönt wird. Der Chorturm schließt im Osten mit einer dreiseitigen Apsis ab, in der die Sakristei untergebracht ist. Die Fassade im Westen, in der sich das Portal befindet, ist mit Pilastern gegliedert und mit einem Schweifgiebel bedeckt.
Der Innenraum des Langhauses ist mit einer Flachdecke überspannt, die 1938/39 mit Deckenmalereien versehen wurde. Zur Kirchenausstattung gehören drei Altäre, die von Statuen flankiert werden, die Johann Peter Wagner 1790 gestaltet hat, die aus Freudenberg erworben wurden. Der im Zopfstil gebaute Hochaltar wird vom heiligen Rochus, der heiligen Brigitta, vom Johannes dem Evangelisten und vom heiligen Sebastian eingerahmt.